# Alexander Berkman
Alexander Berkman (oprindeligt russisk: Александр (Овсей) Осипович Беркман tr. Aleksandr (Ovsej) Osipovitj Berkman ; født 21. november 1870 i Vilnius, død 28. juni 1936 i Nice) var en russisk-amerikansk anarkist (nærmere bestemt anarko-kommunist) og forfatter, der blev kendt for sin politiske aktivisme og for at være et ledende medlem af den anarkistiske bevægelse i begyndelsen af det 20. århundrede. 
Berkman var født ind i en velstående jødisk familie og voksede op i Sankt Petersborg. I 1888 emigrerede han til USA og bosatte sig i New York, hvor han blev involveret i anarkistbevægelsen. Her mødte han også sin livsledsager, anarkisten Emma Goldman. De to blev involveret i kampagnen for at befri de mænd, der var sigtet for at stå bag Haymarket-affæren. 
Han sad fængslet store dele af opholdet i USA; først fra 1882-1906 efter et mislykket attentat mod en direktør, anden gang 1917-1919 for antimilitaristisk propaganda. I 1919 blev han deporteret tilbage til Rusland, som han forlod efter to år. De næste to årtier tilbragte han som flygtning i hhv. Riga, Stockholm, Berlin, Paris og Nice. Under sine 31 år i USA var han blevet kendt som en passioneret politisk agitator og blev opfattet som samfundsskadelig. 
I sit forfatterskab var han bl.a. påvirket af Johann Mosts anarkistiske værker.
Efter flere år med dårligt helbred og to prostataoperationer, der ikke havde nogen effekt, begik han selvmord i 1936.